# Sertularia unguiculata
Sertularia unguiculata is een hydroïdpoliep uit de familie Sertulariidae. De poliep komt uit het geslacht Sertularia. Sertularia unguiculata werd in 1852 voor het eerst wetenschappelijk beschreven door Busk. 